# Мала Орша
Мала Орша́ (рос. Малая Орша, марій. Изи Ӧрша) — присілок у складі Оршанського району Марій Ел, Росія. Входить до складу Марковського сільського поселення.

## Населення
Населення — 171 особа (2010; 177 у 2002).
Національний склад (станом на 2002 рік):
- марі — 72 %